# Quercus welshii
Quercus welshii — вид рослин з родини букових (Fagaceae), поширений у Юті.

## Середовище проживання
Поширений у Юті, США.